# Осамнаеста славонска ударна бригада
Осамнаеста славонска ударна бригада НОВЈ формирана је 11. фебруара 1943. у селу Мијачи (код Пакраца) од бораца 1. и 2. Славонског НОПО и Билогорске чете. У свом саставу имала је три батаљона (априла око 750 бораца са 566 пушака, 20 пушкомитраљеза, 4 митраљеза, 4 минобацача и др.). Била је под командом Штаба 3. оперативне зоне НОВ и ПО Хрватске до 9. марта 1943, кад је ушла у састав 40. славонске дивизије.

## Ратни пут бригаде
Дејствујући у околини Нашица, она је 21. фебруара 1943. разбила између Левањске Вароши и Паучја један немачки и један домобрански батаљон, а 27. фебруара на Диљ-планини водила борбу против немачких, усташких и домобранских снага. У селу Љесковици заробила је 5. марта 61 домобрана, док је са 12. Славонском бригадом заузела 16. марта Велику и 19. марта Ветово. Од 20. марта до 8. априла, за време псуњско—папучке операције, водила је борбе на планини Папук, 9. маја у рејону Воћина, 29. маја учествовала у заузимању усташких упоришта
Феровца, Мајура, Кутјева и Куле. Првог јула водила је борбе против делова немачке 187. резервне дивизије у селу Зринском (код Бјеловара), 9. јула у рејону села Горњег Крижа (код Копривнице) против делова немачког 54. пука и 10. јула код села Бачковице, одакле се преко Билогоре пребацила у Славонију. За време покрета, 13. јула водила је између Ђуловца и Пивнице борбу против немачке 100. ловачке дивизије. Јаке немачке снаге из Вировитице, Грубишног Поља и Рашенице почеле су 25. августа чишћење источног дела Билогоре, те су 18. славонска и 16. омладинска бригада Jожа Влаховић после јачег отпора у рејону Лончарице и Милетинаца (код Дарувара) принуђене да се ноћу 25/26. августа пребаце на северне падине планине Папука. Од септембра до краја децембра 1943. Бригада је у саставу Дивизије дејствовала на комуникацијама, нападајући непријатељеве колоне и поједина упоришта (Ђаково, Горјане). Њене значајније акције у 1944: 1. јануара уништила је
код Медара и Трнаве 2 немачка тенка; 17. јануара напала је у близини Славонског Брода немачку моторизовану колону, запалила један и оштетила 4 тенка; 24. јануара порушила је пругу између Плетернице и Латиновца у дужини од 7 км, а 16. фебруара између Ст. Перковаца и Врпоља срушила је непријатељев транспортни воз; 17. марта између Андријеваца и Старог Топоља уништила је 2 локомотиве и запалила 60 вагона, 2 цистерне и 6 вагона са артиљеријском и другом муницијом; 4. и 5. априла учествовала је у борбама за ослобођење Подравске Слатине, од 26. априла до 10. маја у саставу 12. дивизије водила је борбе против јаких немачких, усташких и домобранских снага на Папуку, Раван гори и Псуњу, 24. и 25. маја учествује у борбама против немачких и домобранских снага на планини Диљу, а 29. маја између Врпоља и Старих Перковаца са 12. бригадом извршила је диверзију на прузи и напала немачки транспортни воз. У јуну је дејствовала у источној Славонији, у околини Осијека и Ђакова; у борби код Слободне Власти, 1. јула, погинуо је Никола Миљанович Караула, командант Бригаде (проглашен за народног хероја). Са подручја Ђакова ова Бригада се пребацила у Пожешку котлину; 7. јула заузела је Јакшић, а 10. јула Кузмицу. Од 28. јула 1944. у саставу је 40. дивизије НОВЈ. Августа 1944. дејствује у Даруварској котлини; 14. септембра у саставу Дивизије учествује у заузимању Пакраца, 16. септембра са Вировитичком бригадом заузима Дарувар, а 26. септембра, после дводневних борби, Подравску Слатину. Наредбом Главног штаба Хрватске од 1. октобра 1944. добила је назив ударна. Од 13. до 16. октобра учествовала је у борбама око Копривнице, а 26. октобра на путу Окучани—Новска уништила је немачку колону (погинуло 105 Немаца, уништено 38 камиона и 3 путничка аутомобила); 2. новембра порушила је пругу између Окучана и Новске на 15 места, а 13. новембра пругу Нашице—Осијек на 66 места. Крајем децембра 1944. имала је 2009 бораца и руководилаца. Од јануара до почетка априла 1945. дејствује у рејону Копривнице, Бјеловара и Славонске Пожеге; 16. априла учествује у ослобођењу Нашица. После тога надире гребеном и југозападним падинама Папука у правцу Дарувара, учествује у ослобођењу Кутјева, Ветова, Грубишног Поља, а после избијања у Лепоглаву, 10. маја, завршава свој борбени пут. Одликована је Орденом заслуга за народ и Орденом братства и јединства.